# Degaña
Degaña é um concelho (município) da Espanha na província e Principado das Astúrias. Tem 87,16 km² de área e em 2019 tinha 921 habitantes (densidade: 10,6 hab./km²).

## Demografia
| Variação demográfica do município entre 1991 e 2004 | Variação demográfica do município entre 1991 e 2004 | Variação demográfica do município entre 1991 e 2004 | Variação demográfica do município entre 1991 e 2004 |
| --------------------------------------------------- | --------------------------------------------------- | --------------------------------------------------- | --------------------------------------------------- |
| 1991                                                | 1996                                                | 2001                                                | 2004                                                |
| 1696                                                | 1605                                                | 1385                                                | 1407                                                |